# Gebers Dubbeldeckare
Gebers Dubbeldeckare, bokserie (Libris 1711336), utgiven av Almqvist & Wiksell Förlag, med två deckare av olika författare i varje volym. Böckerna är röda med svart mönster av förstorat fingeravtryck. Text på skyddsomslaget: "Två helt nya toppdeckare för samma pris som en"
| Volym | Titel och författare (nr 1)                | Titel och författare (nr 2)               | Utgivningsår |
| ----- | ------------------------------------------ | ----------------------------------------- | ------------ |
| 1     | Trappan av Ursula Curtiss                  | Konsert i moll av Helen Nielsen           | 1958         |
| 2     | Tigern av Ursula Curtiss                   | Villa Jacaranda av Nancy Graham           | 1959         |
| 3     | Dockansiktet av Jay Barbette               | Visslaren av Stephen Ransome              | 1960         |
| 4     | Blå fasanen av John Boswell                | Den femte besökaren av Helen Nielsen      | 1960         |
| 5     | Klockan klämtar för mord av Carter Dickson | Vem såg henne sist? av Henry Olesker      | 1960         |
| 6     | Så dog drömmaren av Ursula Curtiss         | Mord i natt av Stephen Ransome            | 1961         |
| 7     | Vem vill min död? av Jay Barbette          | Lik i leksaksbod av Edmund Crispin        | 1961         |
| 8     | Katakomberna av Jay Bennet                 | Pengar eller livet av Harold Q. Masur     | 1962         |
| 9     | Skuggor som varslar av Kage Booton         | Blues från en död av Helen Nielsen        | 1962         |
| 10    | Den förbjudna trädgården av Ursula Curtiss | Någon väntar i mörkret av Stephen Ransome | 1963         |
| 11    | Chock av Winfred Van Atta                  | Hannos docka av Evelyn Piper              | 1963         |
| 12    | Getingen av Ursula Curtiss                 | Blues för Kitty av Bengt J. Nielsen       | 1964         |
| 13    | Bevisjakten av Stephen Ransome             | Vid försvinnandet iklädd av Hillary Waugh |              |
| 14    | Dödsloppet av Lillian O'Donnell            | Sovrum åt gården av Hillary Waugh         | 1965         |
| 15    | Tillfället gör mördaren av Ursula Curtiss  | En röst i telefonen av Mildred B. Davis   | 1965         |
| 16    | Analys till döds av Amanda Cross           | Möte i mörkret av Stephen Ransome         | 1966         |
| 17    | Intill sista minuten av Kelley Ross        | Dödens lammunge av Donald E. Westlake     |              |
| 18    | Halvenskilt av Ursula Curtiss              | Döden har sin gång av D. M. Devine        | 1967         |
| 19    | Polisman anroper av Whit Masterson         | Gravallvarligt av Kelley Ross             | 1967         |
| 20    | Mördaren hack i häl av D. M. Devine        | Mord vid midnatt av Helen Nielsen         | 1968         |
| 21    | Kistmorden av D. M. Devine                 | Sista skriket av Kelley Ross              | 1969         |
| 22    | Dunkelt förflutet av Mildred B. Davis      | Den sovande tigern av D. M. Devine        | 1970         |
| 23    | Ung bråd död av Tucker Coe                 | Var är Maggie Brown? av Kelley Roos       | 1971         |
| 24    | Vaxäpplet av Tucker Coe                    | Kärt besvär av D. M. Devine               | 1972         |
| 25    | Ljug inte! av Tucker Coe                   | Den stora tystnaden av Nicolas Freeling   | 1973         |